# Вилхелм I (Хенеберг-Шлойзинген)
Вилхелм I (II) фон Хенеберг-Шлойзинген (на немски: Wilhelm I (II) von Henneberg-Schleusingen; * 31 юли 1384; † 7 юни 1424 в Кипър) от фамилията на графовете на Хенеберг е граф на Хенеберг-Шлойзинген.

## Произход
Той е син на граф Хайнрих XI (X) фон Хенеберг-Шлойзинген (1350 – 1405) и съпругата му Матилда фон Баден (1368 – 1425), дъщеря на маркграф Рудолф VI фон Баден († 1372) и графиня Матилда фон Спонхайм († 1410).
Той умира на 7 юни 1426 г. на 61 години в Кипър.

## Фамилия
Вилхелм I се жени преди 30 май 1413 г. за принцеса Анна фон Брауншвайг-Гьотинген (* 1387; † 27 октомври 1426), вдовица на маркграф Вилхелм I фон Майсен (1343 – 1407), дъщеря на херцог Ото I фон Брауншвайг-Гьотинген (1330 – 1394) и Маргарета фон Юлих (1365 – 1442). Те имат децата: 
- Вилхелм II (* 1415; † 1444), граф на Хенеберг-Шлойзинген, женен 1434 г. Катарина фон Ханау (1408 – 1460)
- Анна (*/† 1416)
- Мехтилд (* 1418)
- Маргарета (* 1419; † 1456)
- Анна (* 1421; † 1455), омъжена 1434 г. за Конрад IX фон Вайнсберг (ок. 1370 – 1446/1448), син на Енгелхард VIII фон Вайнсберг († 1415) и Анна фон Лайнинген-Хартенбург († 1413)
- Хайнрих XI (* 1422; † 1475), духовник до 1445 г., женен
- Агнес (* 1424; † сл. 1461)
- Аделхайд (* 1426; † 1426)
- Маргарета († 1491)